# St. Peter am Kammersberg
St. Peter am Kammersberg ist eine Marktgemeinde im Bezirk Murau in der Obersteiermark mit 1978 Einwohnern (Stand 1. Jänner 2025).

## Geographie

### Geographische Lage
Die Gemeinde liegt nördlich des Murtals im Katschtal und hat eine Größe von 84 Quadratkilometer. Der Ort liegt 850 Meter über der Meereshöhe.

### Gemeindegliederung
Das Gemeindegebiet umfasst sieben Ortschaften (Einwohnerzahl Stand 1. Jänner 2025):
- Althofen (218)
- Feistritz am Kammersberg (319)
- Kammersberg (121)
- Mitterdorf (202)
- Peterdorf (216)
- Pöllau am Greim (269)
- St. Peter am Kammersberg (633)

Die Gemeinde besteht aus sieben Katastralgemeinden (Fläche Stand 31. Dezember 2023):
- Althofen (1.545,76 ha)
- Feistritz (887,14 ha)
- Kammersberg (499,18 ha)
- Mitterdorf (699,94 ha)
- Peterdorf (712,92 ha)
- Pöllau (3.563,94 ha)
- St. Peter (552,56 ha)

### Nachbargemeinden
|         | Sölk                                        | Oberwölz          |
| Schöder | Kompassrose, die auf Nachbargemeinden zeigt | Oberwölz          |
| Ranten  | Murau                                       | Teufenbach-Katsch |

## Geschichte

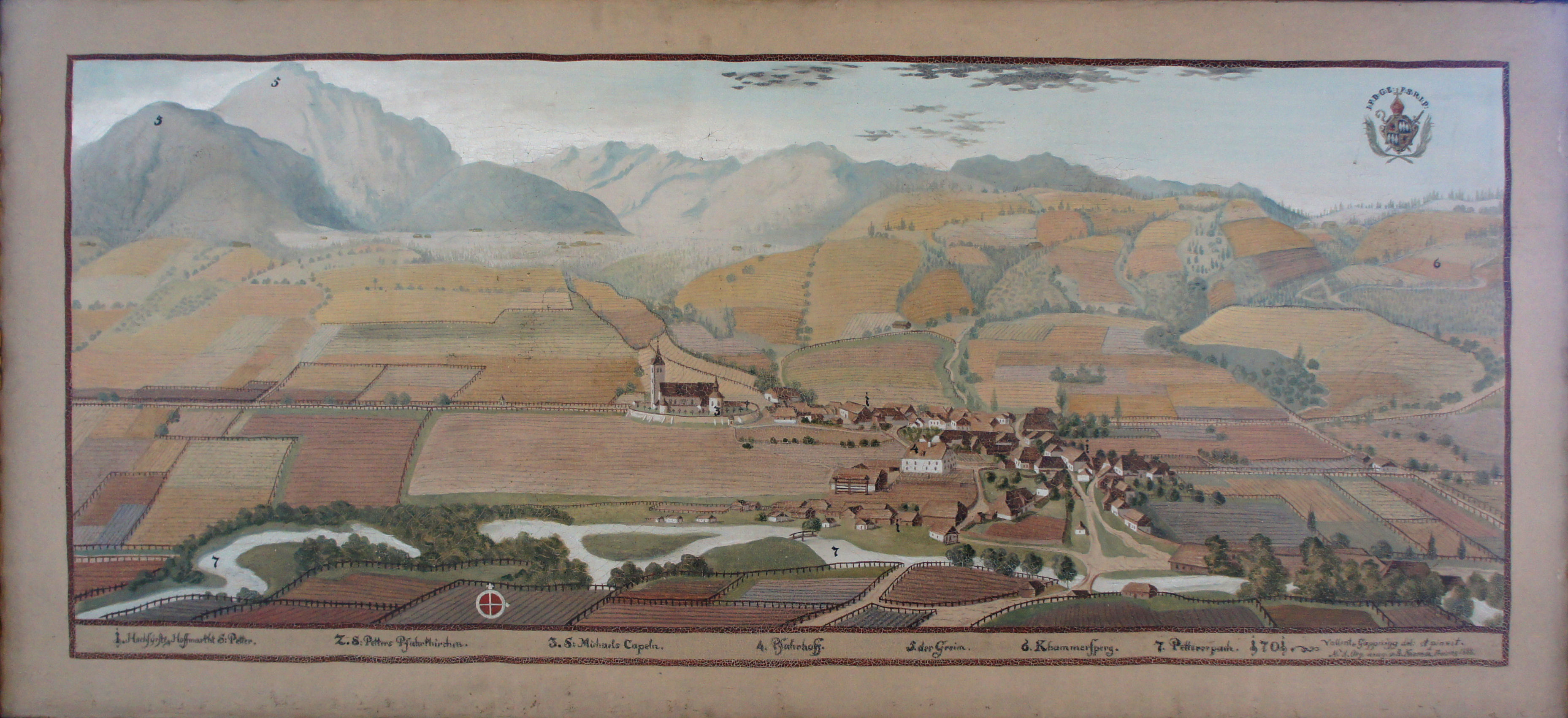
St. Peter am Kammersberg 1701 auf einem Gemälde im Fürstengang Freising

Die Gemeinde trägt den Namen nach dem Apostel Petrus, dem die Kirche geweiht ist. In den Urkunden des 13. Jahrhunderts wird der Ort sanctus Petrus genannt. Erstmals urkundlich erwähnt wird er im Jahr 1245, wo der Amtmann Heinrich von St. Peter genannt wird: Hainricus officialis de sancto Petro. Da es mehrere St. Peter gibt, wird oft ein Zusatz verwendet. So wird bei der Bestätigung des Patronatsrecht an der Kirche St. Peter am 29. Mai 1307 der Ort als „St. Peter bei Wölz“ (ecclesia sancti Petri prope Welcz) bezeichnet. Der Zusatz „Kammersberg“ wurde erstmals in einer Urkunde des Jahres 1413 genannt: under dem Chamersperg.
Die politische Gemeinde St. Peter wurde 1849/50 errichtet.

### Eingemeindungen
Am 1. Jänner 1968 wurden die Gemeinden Feistritz am Kammersberg, Pöllau am Greim und Peterdorf eingemeindet.

### Bevölkerungsentwicklung
Waren von 1981 bis 1991 die Geburtenbilanz und die Wanderungsbilanz negativ, so gibt es seit 1991 eine Zuwanderung.

## Kultur und Sehenswürdigkeiten
- Katholische Pfarrkirche St. Peter am Kammersberg

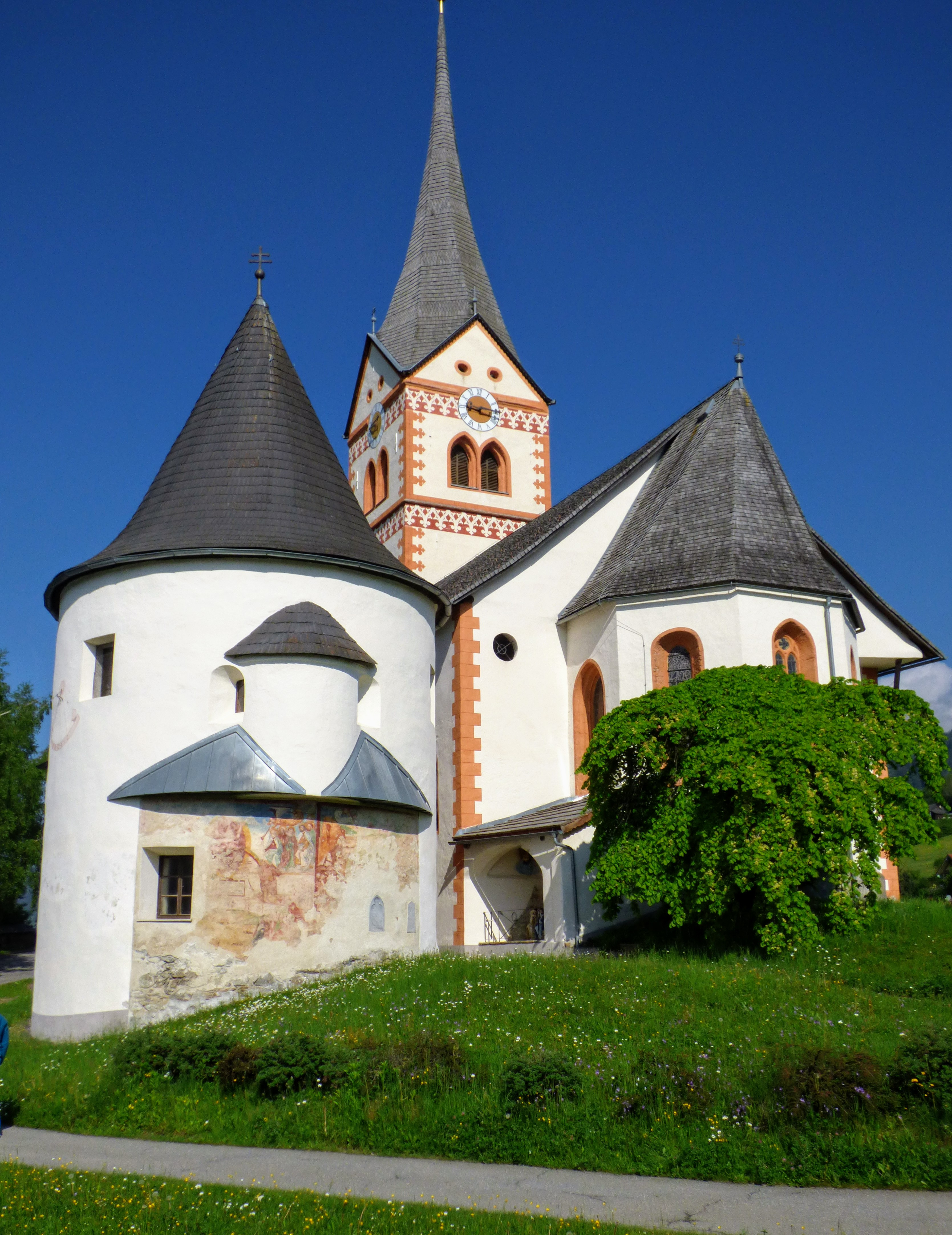
Die Kirche St. Peter, links der Karner; gegen Westen
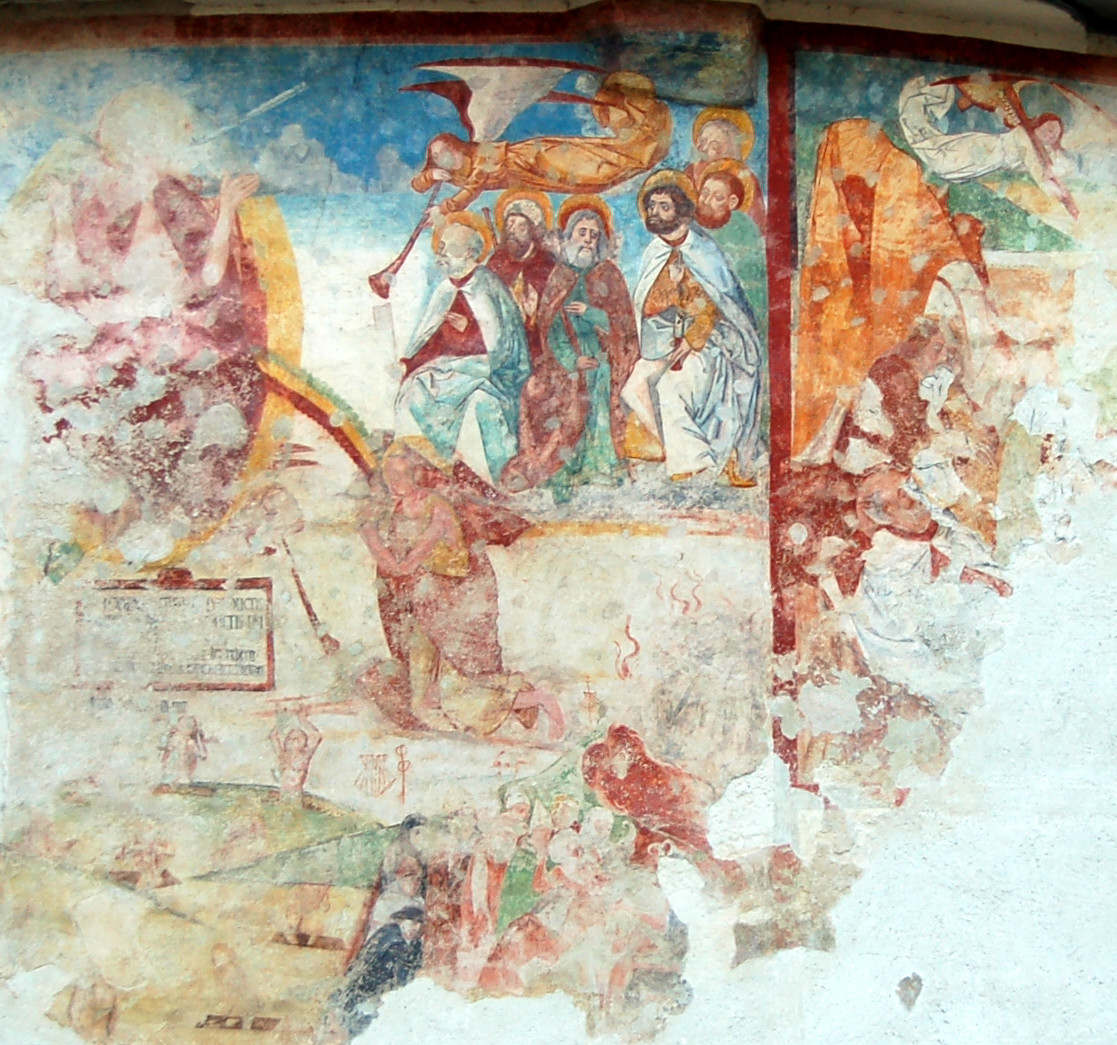
Fresken an der Ostseite des Karners

## Wirtschaft und Infrastruktur

### Wirtschaftssektoren
In der Gemeinde gab es 37 land- und forstwirtschaftliche Betriebe, davon 21 im Haupterwerb (Stand 2010). Der Produktionssektor beschäftigte in 18 Betrieben 426 Menschen, achtzig Prozent mit der Herstellung von Waren und vierzehn Prozent im Baugewerbe. Der Dienstleistungssektor gab in 76 Betrieben 361 Menschen Arbeit, fast der Hälfte im Handel und rund einem Viertel in sozialen und öffentlichen Diensten (Stand 2011).
Die folgende Tabelle zeigt die Entwicklung der Anzahl der Betriebe und der Beschäftigten in den Wirtschaftssektoren:
| Wirtschaftssektor            | Anzahl Betriebe | Anzahl Betriebe | Anzahl Betriebe | Erwerbstätige | Erwerbstätige | Erwerbstätige |
| Wirtschaftssektor            | 2021            | 2011            | 2001            | 2021          | 2011          | 2001          |
| ---------------------------- | --------------- | --------------- | --------------- | ------------- | ------------- | ------------- |
| Land- und Forstwirtschaft 1) | 115             | 165             | 192             | 133           | 131           | 128           |
| Produktion                   | 15              | 16              | 16              | 61            | 57            | 63            |
| Dienstleistung               | 146             | 70              | 50              | 389           | 272           | 254           |

1) Betriebe mit Fläche in den Jahren 2010 und 1999, Arbeitsstätten im Jahr 2021

### Verkehr
- Straße: In St. Peter am Kammersberg zweigt die Landesstraße L512 nach Oberwölz von der Landesstraße L501 ab. Diese führt nach Südwesten nach Ranten und nach Südosten nach Katsch.
- Wanderwege: Durch St. Peter verlaufen mit dem Salzsteigweg und dem Steirischen Landesrundwanderweg zwei überregionale Weitwanderwege.

## Politik
Der Gemeinderat hat 15 Mitglieder.
- Mit den Gemeinderatswahlen in der Steiermark 2000 hatte der Gemeinderat folgende Verteilung: 7 ÖVP, 6 SPÖ und 2 FPÖ.
- Mit den Gemeinderatswahlen in der Steiermark 2005 hatte der Gemeinderat folgende Verteilung: 9 SPÖ und 6 ÖVP.[15]
- Mit den Gemeinderatswahlen in der Steiermark 2010 hatte der Gemeinderat folgende Verteilung: 8 SPÖ, 6 ÖVP und 1 FPÖ.[16]
- Mit den Gemeinderatswahlen in der Steiermark 2015 hatte der Gemeinderat folgende Verteilung: 7 SPÖ, 7 ÖVP und 1 FPÖ.[17]
- Mit den Gemeinderatswahlen in der Steiermark 2020 hat der Gemeinderat folgende Verteilung: 9 ÖVP, 5 SPÖ und 1 FPÖ.[18]

### Bürgermeister
- 2000–2007 Walter Perner (SPÖ)
- 2007–2018 Sonja Pilgram (SPÖ)
- seit 2018 Herbert Göglburger (ÖVP)[19]

## Persönlichkeiten

### Ehrenbürger
- 1969: Josef Krainer (1903–1971), Landeshauptmann der Steiermark 1948–1971[20]

### Söhne und Töchter der Gemeinde
- Johannes Mandl (1899–1937), katholischer Geistlicher und Kunsthistoriker
- Herbert Würschl (* 1952), Politiker (SPÖ) und Lehrer
- Walter Hubmann (1958–2020), Skitrainer[21]
- Kurt Bauer (* 1961), Historiker
- Alexander Putzenbacher (* 1985), Abgeordneter zum Steiermärkischen Landtag und Bürgermeister
- Max Lercher (* 1986), Politiker[22]